# أنجيلا روي
أنجيلا روي (بالألمانية: Angela Roy) (1957  م - ) هي ممثلة، وممثلة أفلام ألمانية، ولدت في مدينة هامبورغ.

## وصلات خارجية
- أنجيلا روي على موقع IMDb (الإنجليزية)
- أنجيلا روي على موقع ألو سيني (الفرنسية)
- أنجيلا روي على موقع ميوزك برينز (الإنجليزية)
- أنجيلا روي على موقع قاعدة بيانات الفيلم (الإنجليزية)
- أنجيلا روي على موقع كينوبويسك (الروسية)

- أنجيلا روي في قاعدة بيانات الأفلام على الإنترنت